# São Sebastião de Lagoa de Roça
São Sebastião de Lagoa de Roça est une ville brésilienne de l'est de l'État de la Paraíba.
Sa population était estimée à 10 908 habitants en 2007. La municipalité s'étend sur 50 km2.